# Wenn beide schuldig werden
Wenn beide schuldig werden ist ein österreichischer Spielfilm aus dem Jahre 1962 von Hermann Leitner. In den Hauptrollen spielen Hanns Lothar, Nadja Gray, Michael Verhoeven und Robert Graf. Der Geschichte liegt der 1959 erschienene Roman Keine Nacht ist ohne Morgen von Hans Nogly zugrunde.

## Handlung
Richard und Hilde Goetz sind ein Ehepaar aus, wie man so sagt, „besseren Kreisen“. Sie, die um einige Jahre älter ist als er, war schon einmal verheiratet und hat aus dieser Verbindung den bereits volljährigen Sohn Jochen. Richard ist ein aufstrebender Architekt mit hochfliegenden Plänen und erhofft sich, mit ihrem Geld, das ganz offensichtlich reichlich vorhanden ist, eine glänzende Karriere als bedeutender und gefragter Bau-Konstrukteur zu machen. Beider Verbindung ist aufgrund des Altersunterschiedes nicht eben konfliktfrei, zumal Richard seine Frau mit der jüngeren Geliebten Carla Förster betrügt. Auch Sohn Jochens Eskapaden mit der noch sehr jungen Josi sorgen daheim für Diskussionen.
Der berufliche Durchbruch scheint sich anzubahnen, als Goetz ein Großprojekt überantwortet wird, da droht Richard mit einem schrecklichen Fehlverhalten alle seine Zukunftspläne auf einen Schlag zu ruinieren: er verursacht einen schweren Autounfall mit Todesfolge und begeht anschließend, kopflos geworden, Fahrerflucht. Gattin Hilde, die an Richard hängt und ihn bei seinem Aufstieg unbedingt unterstützen möchte, stellt sich daraufhin der Polizei und behauptet, dass sie das Fahrzeug im fraglichen Moment gefahren habe. Beider Anwalt Dr. Hassfeld soll sie nun herauspauken, doch der Jurist erweist sich als Schwein und beginnt mit seinem Wissen Richard und Hilde zu erpressen. Durch Zusammenhalt können Richard und Hilde sich jedoch seiner erwehren.

## Produktionsnotizen
Wenn beide schuldig werden entstand zum Jahresbeginn 1962 und wurde am 14. März 1962 in Berlin uraufgeführt. Im Produktionsland Österreich konnte man den Film erst über ein Jahr darauf sehen, ab dem 13. April 1963. Hier wurde die Altersbeschränkung auf 16 Jahre heruntergesetzt.
Die Filmbauten entwarf Theo Harisch.

## Kritik
„Der ‚Problemfilm‘ handelt seine arg konstruierten Themen nach Art deutscher Kinoromane der Nachkriegszeit ab: gepflegt oberflächlich und völlig nichtssagend, voll von lediglich vorgetäuschtem Leben.“

Paimann’s Filmlisten resümierte: „Mit einem Zuviel an Konflikten … und etwas verschwommenem Schluß dank von dynamischen Dialogen begünstigten maßvollen Interpreten … recht packend.“